# Atyria mayonensis
Atyria mayonensis là một loài bướm đêm trong họ Geometridae.